# Schlacht von Vittorio Veneto
1915

1. Isonzo – 2. Isonzo – Erste Dolomitenoffensive – Zweite Dolomitenoffensive – 3. Isonzo – 4. Isonzo – Lavarone (1915–1916)
1916

5. Isonzo – Südtiroloffensive – 6. Isonzo (Doberdo) – 7. Isonzo – 8. Isonzo – 9. Isonzo – 
Lawinenkatastrophe
1917

10. Isonzo – Ortigara – 11. Isonzo – 12. Isonzo – Pozzuolo – Monte Grappa
1918

Piave – San Matteo – Vittorio Veneto
Die Schlacht bei Vittorio Veneto (oder „Dritte Piaveschlacht“) wurde gegen Ende des Ersten Weltkrieges vom 24. Oktober 1918 bis zum 3. bzw. 4. November 1918 an der italienischen Front in Nordostitalien ausgetragen. Sie führte zum Waffenstillstand von Villa Giusti bei Padua und zur Niederlage Österreich-Ungarns im Krieg gegen Italien.

## Lage im Frühjahr 1918

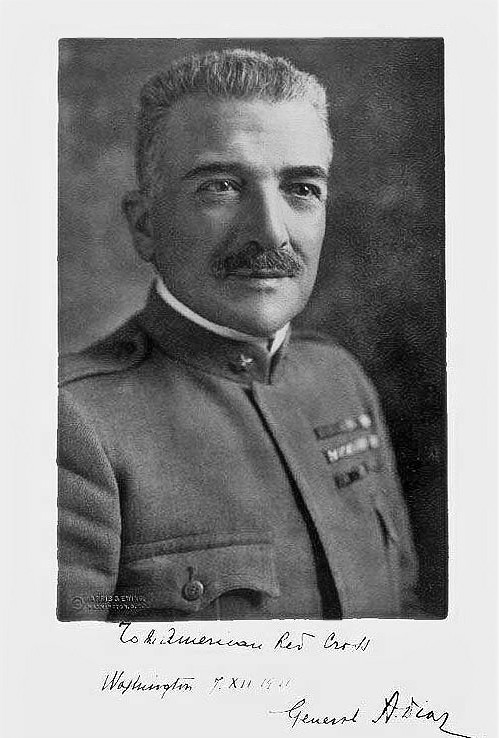
Der italienische Generalstabschef Armando Diaz

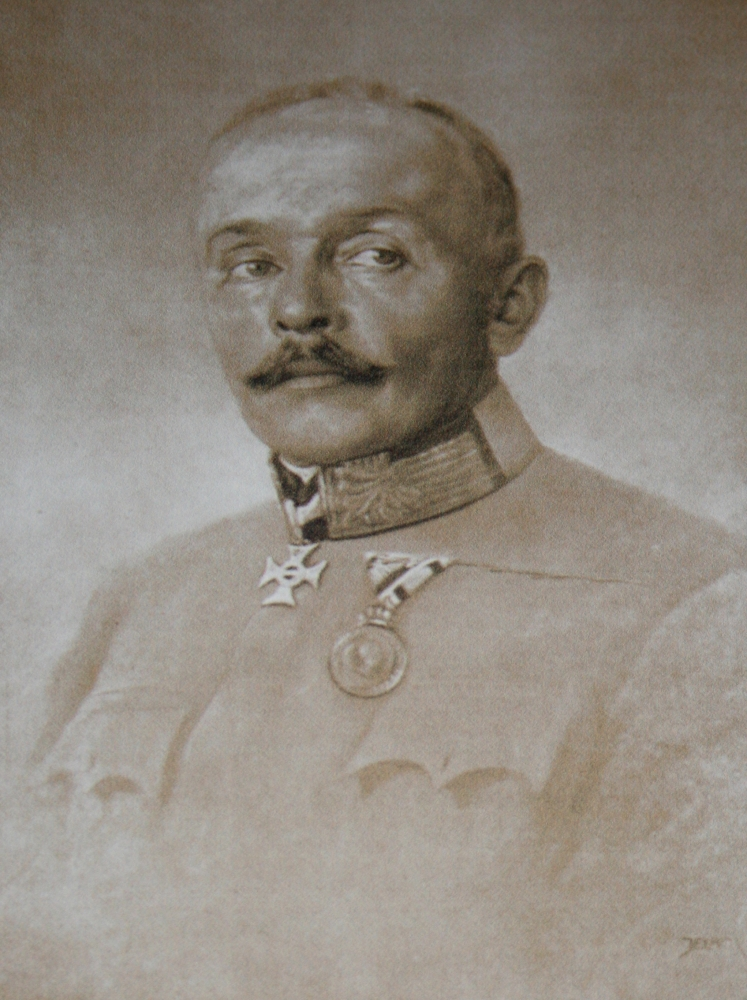
Feldmarschall Svetozar Boroević, Oberbefehlshaber der k.u.k. Heeresgruppe am Piave

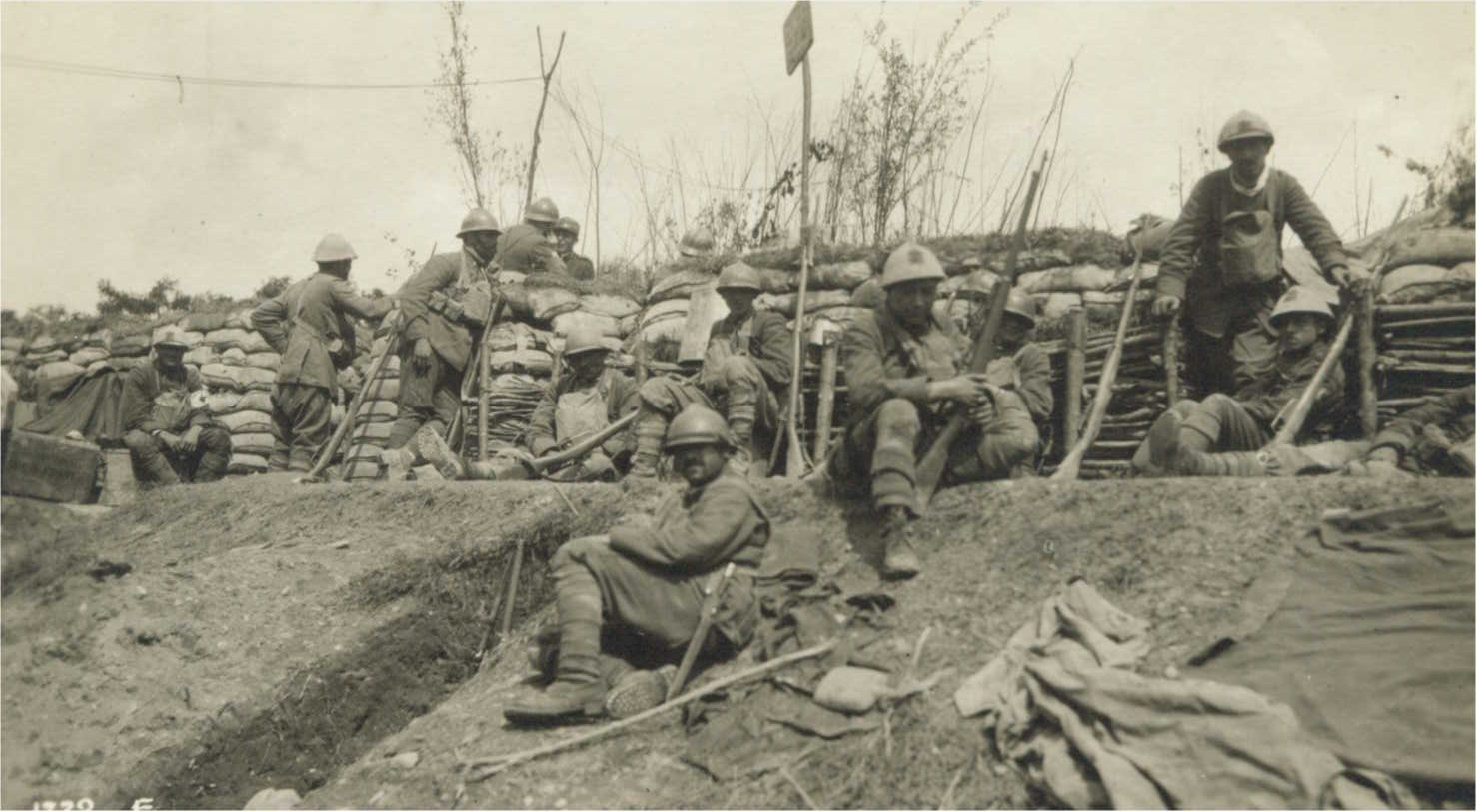
Italienische Stellungen am Piave

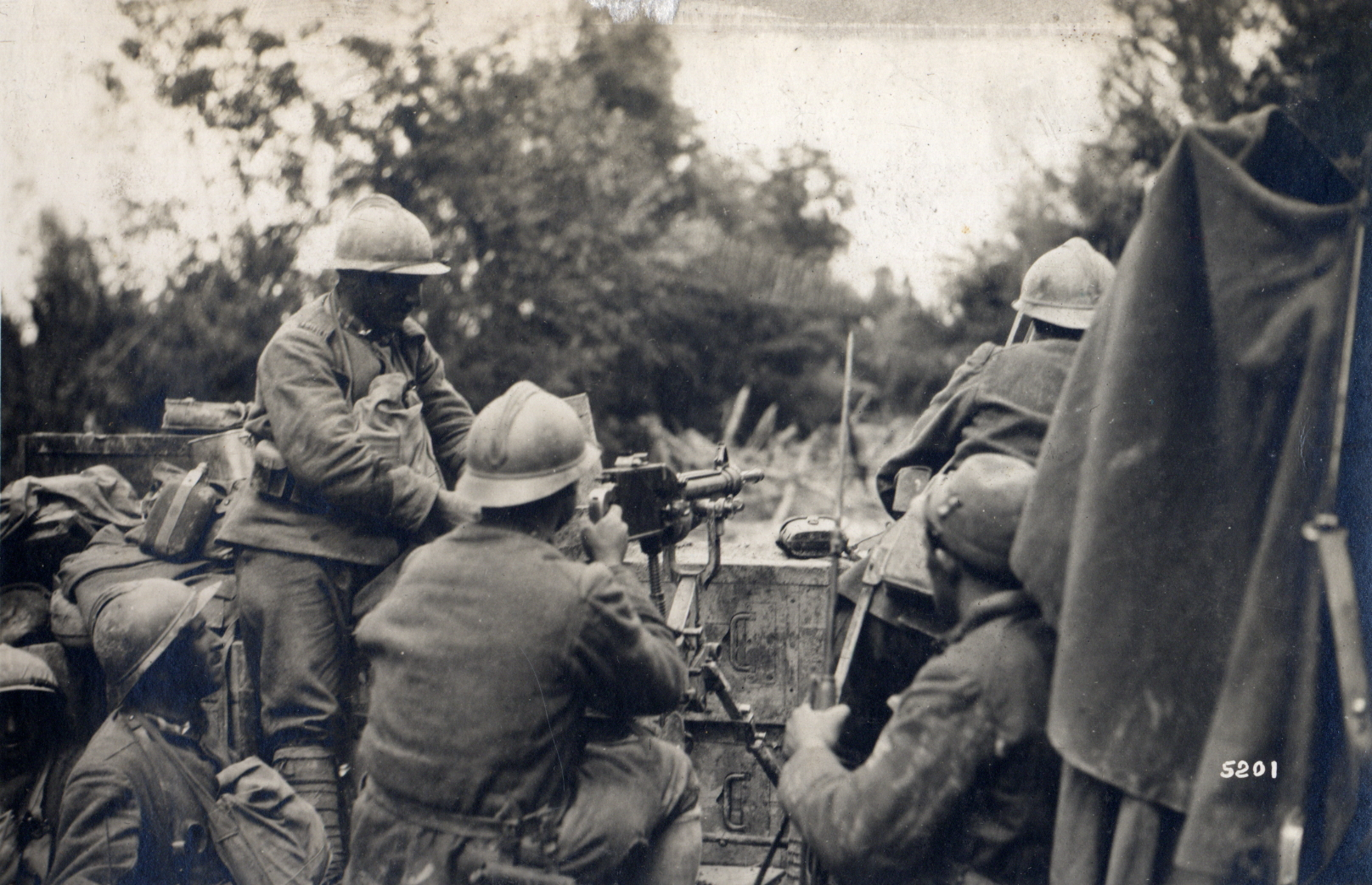
Vorgelagerte italienische Stellung (bei Fossalta)

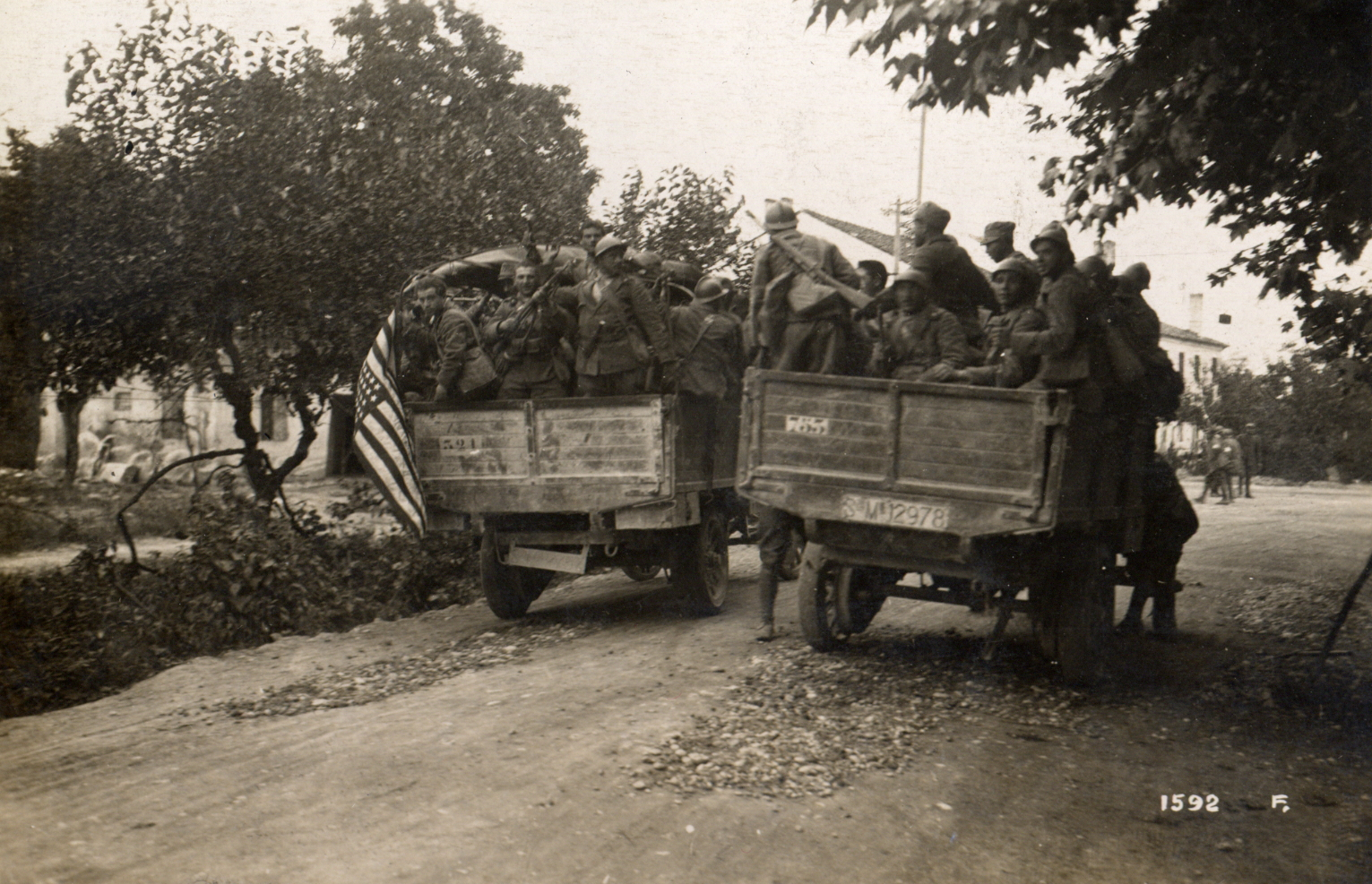
Italienische Arditi (Sturmtruppen) auf den Weg zur Front, mit US-Flagge (links), Oktober 1918

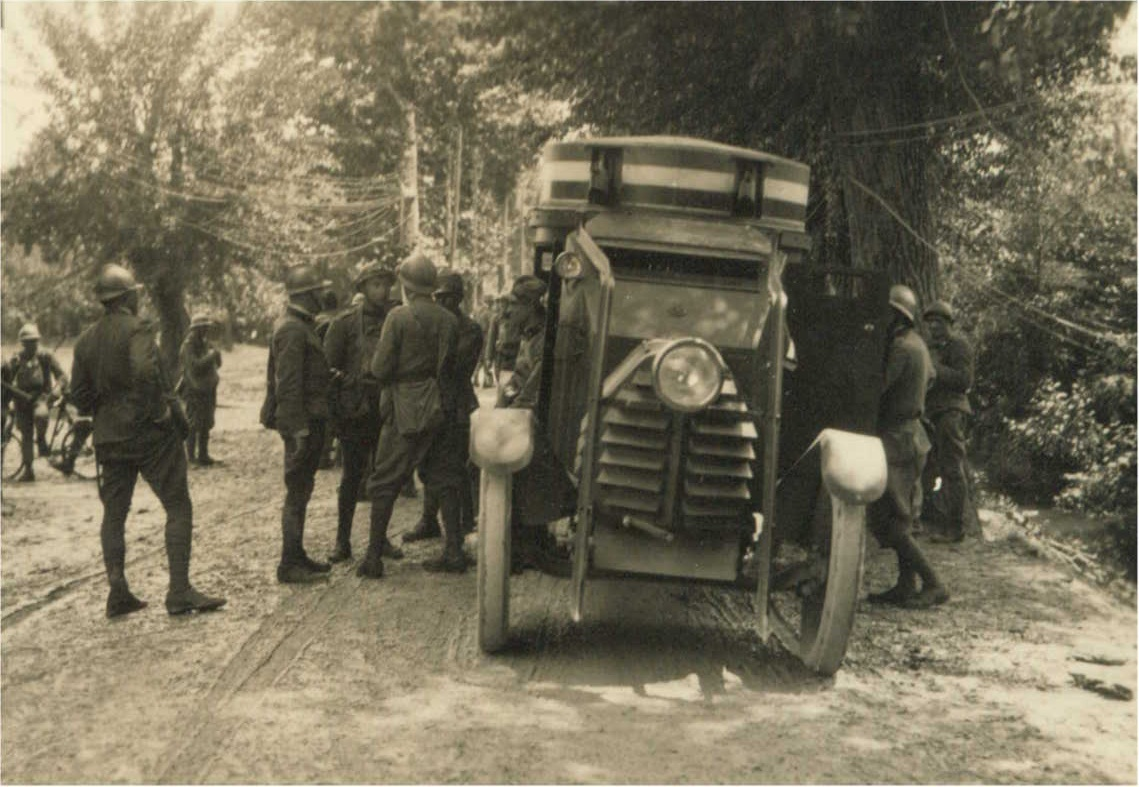
Bei der Schlacht eingesetztes italienisches Panzerfahrzeug (Ansaldo-Lancia)

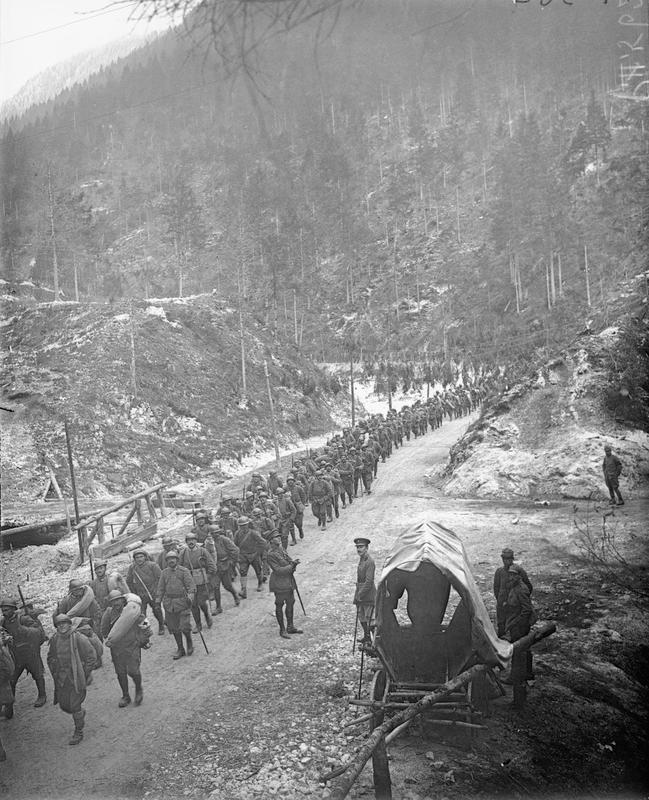
Nachrücken italienischer Infanterie bei der Schlacht von Vittorio Veneto

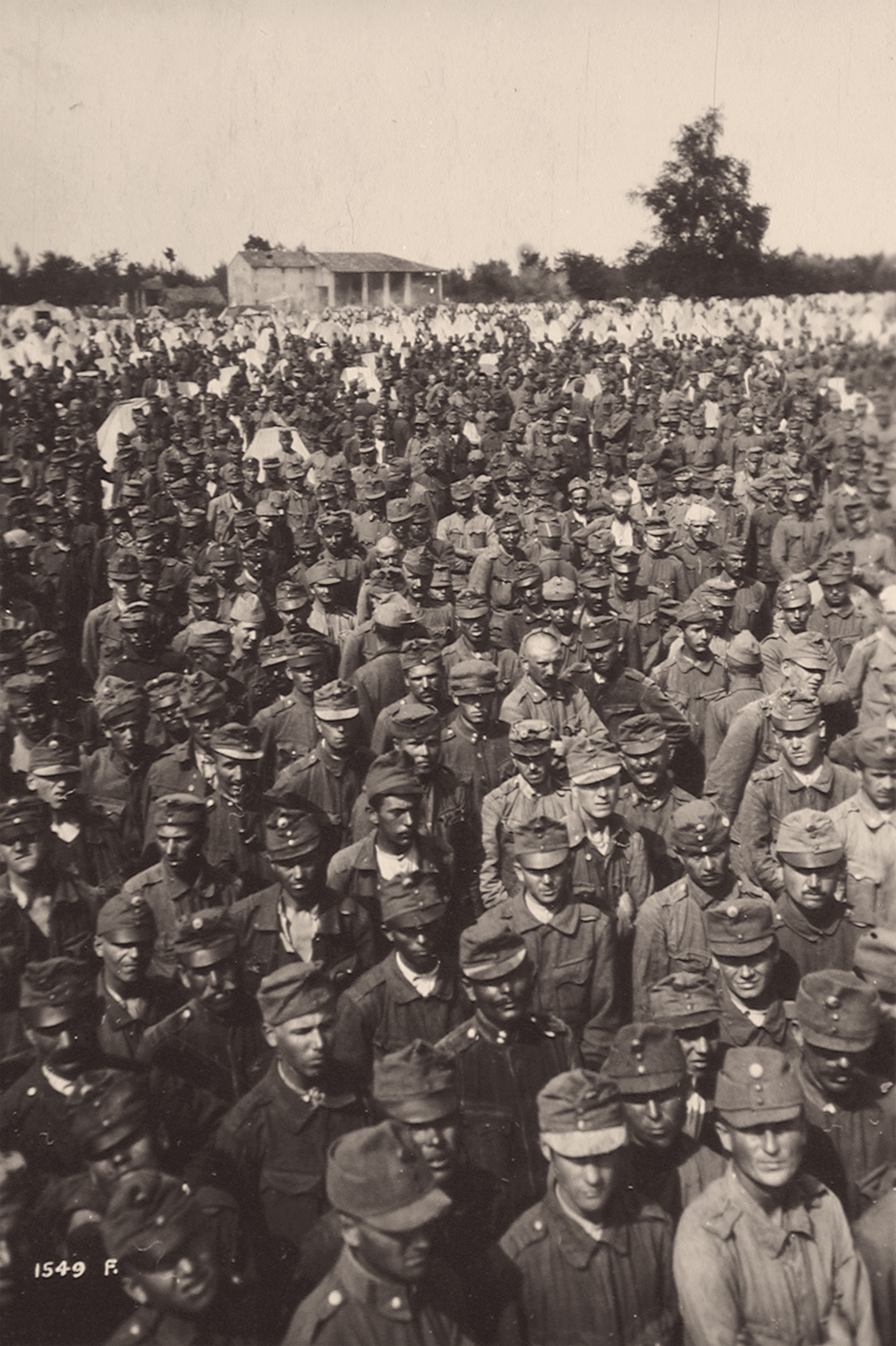
In Gefangenschaft geratene k.u.k. Soldaten

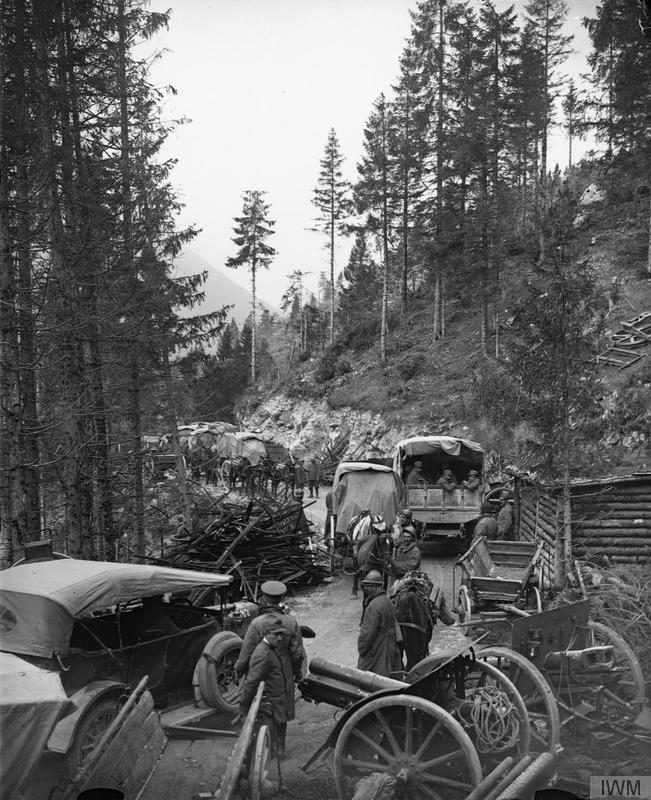
Von österreichischen Truppen beim Rückzug zurückgelassene Artillerie

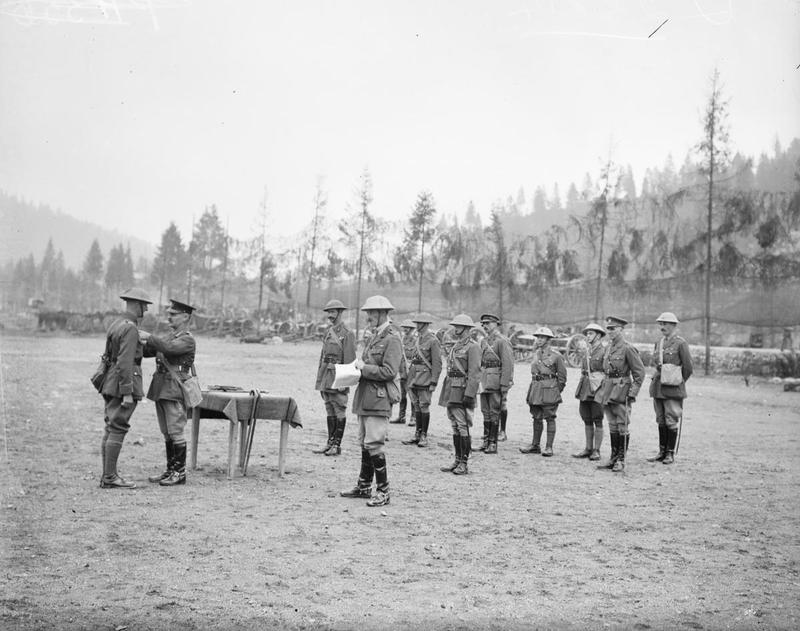
Ordensverleihung der britischen 48. Infanterie-Division an der Piavefront, September 1918

In der Zwölften Isonzoschlacht (auch Schlacht bei Karfreit Oktober/November 1917) war es Österreich-Ungarn und Deutschland gelungen, die Italiener in den Julischen Alpen vernichtend zu schlagen und sie zum Rückzug vom Isonzo zum Piave zu zwingen. Auf dem Monte Grappa und am Piave kam der Vorstoß der Mittelmächte teils wegen des italienischen Widerstandes auf dem Grappa-Eckpfeiler, teils wegen des schlechten Wetters und des hochwasserführenden Piave, teils wegen eigener Zögerlichkeiten zum Stehen (Erste Piaveschlacht, Dezember 1917).
Nach der Schlacht bei Karfreit war das italienische Heer wegen der hohen Verluste seinem Gegner an Truppenzahl stark unterlegen (56 zu 65 Divisionen) und musste durch herangeführte Truppen von der Westfront verstärkt werden.
Ab März 1918 hatten Großbritannien und Frankreich insgesamt fünf Divisionen in Italien stehen, dazu kam die aus Deserteuren der österreichisch-ungarischen Streitkräfte aufgestellte tschechoslowakische Legion und ein amerikanisches Regiment, das zum Teil aus italienischen Auswanderern bestand. Zur Abwehr der deutschen Frühjahrsoffensive an der Westfront wurde im Gegenzug das II. italienische Korps unter General Alberico Albricci mit zwei Divisionen an die Westfront gesandt. Daneben verfügte die französische Heeresleitung über 70.000 italienische Arbeiter, die unter Militärjurisdiktion stehend den französischen Nachschub sicherten.
Angesichts der zunehmenden eigenen Probleme versuchte Österreich-Ungarn in der Zweiten Piaveschlacht im Juni 1918, Italien definitiv zu besiegen und den Krieg schnellstmöglich zu beenden. Dies scheiterte am italienischen Widerstand.
Spätestens seit der Zweiten Piaveschlacht im Juni 1918 erkannten und nutzten auch die Italiener den Vorteil, den die Österreicher schon während des ganzen Krieges hatten: die insbesondere in der Defensive enorme Wirkung der neuen Maschinenwaffen (MG), insbesondere wenn sie aus überhöhten Stellungen feuerten und einen frontalen Angreifer in der Flanke fassten. Grundsätzlich wünschte sich die italienische Führung eher einen erneuten österreichischen Großangriff wie im Juni 1918, um bei einer solchen Gelegenheit einen von langer Hand geplanten entscheidenden Gegenangriff zu starten.

## Militärische Lage im Sommer 1918
Der französische Oberbefehlshaber Marschall Ferdinand Foch forderte nach dem Abwehrerfolg an der Piave von der obersten Heeresleitung der Italiener (Comando Supremo) eine baldige Gegenoffensive. Von den 300.000 US-Soldaten, die monatlich (ab Juni 1918) in Frankreich eintrafen und an der Westfront den Krieg entschieden, wollte Foch aber keine weiteren Verstärkungen nach Italien abgeben. Die militärische Lage Italiens war im Spätsommer 1918 bei weitem noch nicht so überlegen, wie es sich die westliche Entente vorstellte. Von Juli bis Oktober 1918 ging der Krieg an der Italienfront mit hoher Intensität weiter. Im Sommer gab es schwere Kämpfe, unter anderen auf dem Monte Mantello, dem Monte Cornone, dem Col Tasson, dem Monte Corno und dem Col del Rosso. Handstreichartige Gefechte fanden bis in den Oktober hinein von der Schweizer Grenze bis zur Adria statt, die sich an verschiedenen Stellen, so bei Papadopoli am Piave, auf dem Grappa-Massiv und auf der Hochfläche von Asiago manchmal zu schweren Kämpfen entwickelten. Bemerkenswert waren auch die Operationen der Luftstreitkräfte beider Seiten. Italienische Flieger bombardierten wiederholt den Kriegshafen von Pola und andere österreichische Stützpunkte in Dalmatien. Darüber hinaus griff man auch östlich des Piave an, darunter Villach und Lienz. Eine Staffel unter dem Kommando von Gabriele d’Annunzio flog im August 1918 bis nach Wien und warf knapp 400.000 Flugblätter über der Stadt ab. Die österreichischen Flieger bombardierten Ziele zwischen Ravenna und Rimini; wiederholt waren Treviso, Padua und Venedig Ziele österreichischer Luftangriffe, die hauptsächlich Ende August 1918 stattfanden.
Anlass zu Optimismus gab es wegen der Erfolge der Entente in Frankreich, wo die Deutschen im Juli und August 1918 schwere Niederlagen einstecken mussten, und zusätzlich wegen der Lage Österreich-Ungarns, besonders seiner Armee, die immer mehr an Nachschubproblemen, Desertionen und allgemeiner Auszehrung litt. Angesichts der Niederlagen der Mittelmächte an den anderen Fronten und den Forderungen Ludendorffs und anderer nach einem Waffenstillstand verlangte man nach einer schnellen Entscheidungsschlacht, für welche die Planungen Ende September, Anfang Oktober ausgearbeitet wurden.
Insgesamt schien die Entwicklung trotz aller Bedenken das Wagnis eines italienischen Angriffs zu rechtfertigen. Politisch und zeitlich schien ein Angriff im Oktober 1918 aus italienischer Sicht gut gewählt. Die strategische Entscheidung Fochs, Italien nicht zu unterstützen und den Schwerpunkt an der Westfront zu belassen, war militärisch fragwürdig. Denn die schnelle Konzentration auf das schwächere Österreich-Ungarn und eine eventuell folgende Bedrohung Deutschlands aus dem Süden hätte Berlin womöglich schneller und nachhaltiger zur Kapitulation gezwungen als eine Offensive an der französisch-belgischen Front. Politisch war die Entscheidung Fochs im Sinne Frankreichs korrekt, da man der Italienfront auf keinen Fall eine für das französische Prestige abträgliche Rolle zukommen lassen wollte. Umgekehrt könnte man Ähnliches bezüglich der Südfront auch über Deutschland und Österreich-Ungarn sagen. Die Italiener befürchteten eine solche strategische Entscheidung bis zum Schluss.

## Militärische Planung und Aufmarsch
Anfang September 1918 begann die italienische Führung mit Planungen für einen begrenzten Angriff im Tiefland. Man dachte an einen Brückenkopf östlich des Piave, zwischen dem Monte Cesen (nördlich von Valdobbiadene) und Susegana, von wo aus man im Frühjahr 1919 eine Großoffensive starten wollte. Diese Planungen wurden wegen des Drucks der anderen Entente-Mächte und der italienischen Regierung bald aufgegeben. Die neue Zielsetzung des italienischen Oberkommandos unter General Armando Diaz, dem Chef des Generalstabes, bestand darin, eine Trennung der österreichischen Kräfte im Trentino von denen am unteren Piave zu erreichen. Den Verkehrsknoten von Vittorio Veneto zu erreichen, bedeutete nicht nur, die Heeresgruppe Tirol (k.u.k. 10. und 11. Armee unter Erzherzog Joseph) von der im venetianischen Tiefland stehenden Heeresgruppe Boroevic (k.u.k. 6. Armee und sogenannte Isonzo-Armee) zu trennen, sondern auch die Nachschublinien des Gegners zu lähmen. Um den italienischen Vorstoß auf Vittorio Veneto zu ermöglichen, sollte am Piave an der kritischsten Stelle des Gegners angegriffen werden, nämlich an der Grenze zwischen seiner 5. und der 6. Armee. Die Trennung durch einen sichelartigen Schnitt auf Vittorio Veneto (das damals noch Vittorio hieß, den Zusatz bekam es erst 1923) und darüber hinaus sollte die österreichische Gebirgsfront (die eine ständige Bedrohung für die italienischen Verbände im Tiefland südöstlich des Monte Grappa waren) zum Einsturz bringen und in der Folge, mangels Verbindungen nach Norden, auch die Piavefront im Tiefland.
Die im Hauptangriffsfeld der italienischen 8. Armee unter General Enrico Caviglia stehende k.u.k. 6. Armee (General der Infanterie Alois von Schönburg-Hartenstein), die zwischen Pederobba bis Ponte della Priula an der Piave hielt, stützte sich auf die strategisch ungünstigste Nachschublinie (Vittorio Veneto-Conegliano-Sacile). Der an der Grappafront stehenden italienischen 4. Armee unter General Gaetano Giardino war Feltre als Ziel zugewiesen, also die Gegend im Rücken der dort verteidigenden österreichischen Armeegruppe Belluno (FZM Ferdinand Goglia). Dadurch sollten die gegenüberliegenden Verbände abgeschnitten und die Täler Val Cismon und Valsugana erreicht werden. Danach wollte man über das Cadore-Tal (Belluno) nach Norden vorstoßen und dadurch die gesamte österreichische Front im Trentino aufrollen.
Die italienischen Verbände wurden umfassend auf diesen Angriff vorbereitet, insbesondere auf die schwierige Überquerung des im Oktober Hochwasser führenden Piave (wie schon 1917 nach Karfreit) und auf das Halten großer Brückenköpfe östlich des Flusses (um schwierige Rückzugsgefechte wie die der Österreicher im Juni 1918 zu verhindern). Besondere Aufmerksamkeit schenkte man auch dem Nachschub. Zur besseren Führung der Großverbände wurden zwischen der Brenta und der Piavemündung Mitte Oktober neue Armeekommandos eingerichtet, darunter die unter dem französischen Kommando stehende 12. Armee unter General Jean-César Graziani und die unter englischer Führung stehende 10. Armee unter General Frederick Lambert Earl of Cavan, dem Oberbefehlshaber der britischen Streitkräfte in Italien.
Bis zum 15. Oktober erfolgten alle italienischen Truppenbewegungen fast ausschließlich nachts und unter strenger Geheimhaltung. Ab dem 15. Oktober konnte der Angriff beginnen, doch das Hochwasser und ständiger Regen zwangen abermals zu einer Verschiebung. Am 18. Oktober verschlechterte sich das Wetter so sehr, dass eine Verschiebung um eine Woche unvermeidlich wurde. Ein Schnee-Einbruch hätte das gesamte Unternehmen undurchführbar machen können.
Auf österreichischer Seite standen insgesamt 61 Divisionen. Die italienische Seite war mit insgesamt 57 Divisionen in der Unterzahl. Neben 52 italienischen Divisionen standen auch drei britische und zwei französische Divisionen zur Verfügung; dazu kamen noch die Tschechoslowakische Legion und ein US-Regiment.
Die österreichische Seite hatte noch am 20. Oktober in Erwartung des italienischen Angriffs Truppen in Marsch gesetzt, die vier Tage später zum Beginn der Schlacht an der Front eintrafen. Überlegungen, sich taktisch hinter die eigenen Landesgrenzen zurückzuziehen, waren wegen der fortgeschrittenen Zeit hinfällig geworden.

## Verlauf der Schlacht

### Erste Angriffsphase
Das italienische Artilleriefeuer begann zwischen Brenta und Piave am 24. Oktober 1918 um 03:00 Uhr (Jahrestag der Schlacht bei Karfreit 1917). Um 07:15 Uhr griff die Infanterie bei Nebel und dann Regen an. Die Wetterbedingungen erschwerten das Artilleriefeuer auf beiden Seiten, nicht aber den Nahkampf der Infanterie. Am Piave-Abschnitt war der Angriff erst für die Nacht zum 25. Oktober vorgesehen, doch die Wetterbedingungen machten eine mehrtägige Verschiebung notwendig. In den frühen Morgenstunden des 24. Oktobers hatten aber britische (Vorhutbataillon der 7. Division unter Oberstleutnant Richard O’Connor) und italienische Truppen bei Papadopoli befehlsgemäß einige Piave-Inseln besetzt. Zwischen Pederobba und Sant’Andrea di Barbarana lag der Pegelstand an den sonst flachsten Stellen bei etwa zwei Metern, das Wasser floss mit über drei Metern pro Sekunde. In der Zwischenzeit kämpfte man auf dem Grappa-Massiv um den Col della Berretta, den Monte Pertica, den Monte Asolone u. a., nicht ohne Konsequenzen für die Österreicher, die nun dort ihre Reserven konzentrierten.
Auf dem Grappa-Massiv, wo zunächst der Hauptstoß erfolgte, besetzten die Italiener zunächst den Monte Asolone, von dem man sich aber wegen österreichischer Gegenangriffe wieder zurückziehen musste. Auf dem Monte Pertica und dem Monte Pressolan spielten sich ähnliche Szenen ab. Das italienische Oberkommando ließ die Angriffe auf dem Grappa-Stock immer wiederholen, um dort österreichische Truppen zu binden, die somit nicht am Piave eingesetzt werden konnten.
Am Abend des 24. Oktobers kam es an der Tiroler Front auf der Hochfläche der Sieben Gemeinden zu ersten großen Befehlsverweigerungen. Ungarische Einheiten der 27. Division (Generalmajor Sallagar) und der 38. Honved-Division (Generalmajor Molnar) weigerten sich in die Front bei Asiago einzurücken.
Am Abend des 26. Oktobers begannen die italienischen Pioniere mit dem Bau von elf Brücken über den Piave (Molinello, sieben zwischen Fontana del Buoro und Priula, drei bei Papadopoli). Zwischen Vidor und Nervesa, im Bereich der beiden italienischen Sturmdivisionen, konnten einige Brücken wegen des Hochwassers und des österreichischen Artilleriebeschusses nicht gebaut werden.

### Die Angriffsphase am mittleren Piave
Am Morgen des 27. Oktobers erkämpften das französische XII. Korps (General Graziani) bei Pederobba, das italienische XXVII. Korps (General Antonino Di Giorgio) bei Sernaglia und das englische XIV. Korps (General John M. Babington) und italienische XXIII. Korps bei Cimadolmo (Papadopoli-Abschnitt) drei Brückenköpfe am jenseitigen Piaveufer. Nur auf insgesamt sechs Brücken konnte der Piave überquert werden, ansonsten kamen Boote zum Einsatz. Kurz darauf zerstörten das Hochwasser und die österreichische Artillerie mehrere Brücken, ein Umstand, der die noch nicht gefestigten Brückenköpfe in erhebliche Bedrängnis brachte. Dennoch konnten sie in nördlicher und westlicher Richtung ausgebaut werden. Während die Einheiten des gegenüberliegenden k.u.k. II. Korps unter General der Infanterie Rudolf Krauß wenig Widerstandskraft zeigten, hielt das k.u.k. XXIV. Korps unter FML Emmerich Hadfy seine Stellungen, besonders die ungarische 51. Honved-Division unter Generalmajor Daubner vereitelte bei Nervesa alle italienische Bestrebungen, über den Fluss zu kommen. Zwischen Falzè und Nervesa, im Abschnitt des italienischen VIII. Korps unter General Asclepia Gandolfo, gelang es bis zum Ende des Tages wiederum keine einzige Brücke zu schlagen, was am nördlichen Flussufer zu einer Lücke zwischen der 8. und der 10. italienischen Armee führte.
Der vom Oberbefehlshaber der österreich-ungarischen Heeresgruppe an der Piave, Generaloberst Svetozar Boroëvić, befohlene Gegenangriff scheiterte an Befehlsverweigerung der betroffenen Truppen – von nun an für die österreichische Seite ein anhaltendes Problem. Noch am 27. Oktober weigerte sich im Bereiche der k.u.k. 6. Armee das ungarische Feldjäger-Bataillon 24 der 34. Division, dem hart bedrängten Abschnitt des k.u.k. II. Korps Entlastung zu bringen. Nachdem die übrigen Verbände der 34. Division ebenfalls gemeutert hatten, konnte ein wichtiger Gegenangriff im Soligobecken nicht angesetzt werden.
Den ganzen 28. Oktober über arbeiteten die Italiener an ihren Brücken und kämpften gegen das Hochwasser und das österreichische Artilleriefeuer (z. T. Gasangriffe). Der rechte Flügel der italienischen 8. Armee versuchte vom Montello aus, das jenseitige Ufer zu gewinnen; der Widerstand des k.u.k. XXIV. Korps konnte trotz großer Kraftanstrengungen nicht sofort gebrochen werden. Die 11. Honved-Kavallerie-Division und die 12. Schützendivision wurden jedoch auf 10 km Breite zurückgedrängt. Die k.u.k. 25. Division musste die Höhen von Farra di Soligo aufgeben und auf die Linie Bigolino-Cobertaldo-Farra zurückgehen.
Das komplette italienische XVIII. Korps unter General Luigi Basso wurde über die Brücken der 10. Armee geschickt, um auf Conegliano vorzustoßen und damit dem VIII. Korps der zentralen 8. Armee am 29. Oktober die Flussüberquerung und den weiteren Vorstoß zu ermöglichen. Die Trümmer der zum k.u.k. II. Korps gehörenden 31. Division mussten die Höhen nördlich von Valdobbiadene aufgeben und wurden über San Pietro nach Follina zurückgezogen.
Die Gegenangriffe der k.u.k. 12. Schützendivision konnten die Verstärkung der Italiener durch das XXII. Korps unter General Giuseppe Vaccari im mittleren Brückenkopf bei Sernaglia nicht mehr verhindern. Die 51. Honved-Division, welche bisher die Übergangsversuche des italienischen VIII. Korps bei Nervesa abgeschlagen hatte, musste wegen ihrer offenen Flanke auf die Linie Marcatelli—Susegana zurückgehen. Der Einsatz der vor der Schlacht als Eingreifreserve positionierten Gruppe des FML von Nöhring kam wegen Befehlsverweigerungen bei der 36. und 43. (Schützen-)Division überhaupt nicht zu Stande. Die bei Vazzola noch standhaltenden Truppen des k.u.k. XVI. Korps (General der Infanterie Rudolf Králíček, interim unter FML Otto von Berndt), die 29. Division und die 201. Landsturm-Brigade sowie die Reste der bereits am Vortag von den Engländern geschlagenen 7. Division (FML von Baumgartner) musste sich hinter den Monticanobach zurückziehen.
Am 29. Oktober hatten die italienische 8. Armee und östlich davon die 10. Armee größere Brückenköpfe gebildet. Den Italienern gelang nach dem Einsatz des Corpo d’armata d’assalto (Sturmkorps) unter General Francesco Grazioli die Trennung der österreichischen Verbände und am 30. Oktober auch der Vorstoß auf Vittorio (wegen dieser Schlacht 1923 in Vittorio Veneto umbenannt). Auch in den Bergen gelang bei Quero trotz des österreichischen Widerstands und des schwierigen Geländes ein Durchbruch.

### Offensive am Grappa-Abschnitt
Auf dem Grappa-Massiv begann das k.u.k. XXVI. Korps unter General der Infanterie Ernst Horsetzky am 27. Oktober eine Gegenoffensive. Die österreichischen Truppen kämpften auf dem Grappa-Massiv mit dem Ziel, vom Grappa her ins Tiefland durchzubrechen und die italienische Piavefront von hinten aufzurollen. Acht Angriffe auf den Monte Pertica wurden von der italienischen 4. Armee (VI., IX. und XXX. Korps) in sechsstündigem Kampf abgewehrt. Auf beiden Seiten gab es große Verluste. Auch an den folgenden beiden Tagen kam es zu heftigen Kämpfen mit Artillerieeinsätzen.
Am unteren Piave brach der österreichische Widerstand am 30. Oktober zusammen, woraufhin die Italiener gemäß ihrem Plan weiter vordrangen und die auf dem Grappa kämpfenden österreichischen Verbände in eine unhaltbare Situation brachten. Von einer Umfassung bedroht, zogen sich die Österreicher unter Feldzeugmeister Ferdinand von Goglia in der Nacht vom 30. auf den 31. Oktober vom Grappa zurück.

### Endphase der Schlacht
An der Piavemündung erhielt nun auch die 3. italienische Armee (XXVI. und XXVIII. Korps), die unter dem Kommando von Herzog Emanuel von Aosta stand, den Angriffsbefehl. Nach anfänglichem Widerstand der österreichischen Isonzo-Armee (k.u.k. IV., VII., XXII. und XXIII. Korps) unter Generaloberst von Wurm war der italienische Vormarsch nicht mehr aufzuhalten. Bis zum 1. November hatten die Italiener im Westen etwa die Linie Asiago-Feltre-Belluno erreicht, und im Osten den Parallelfluss zum Piave, die Livenza, überschritten. Bis zum 4. November waren große Teile Friauls und des Trentinos in italienischer Hand.
Die Besatzungslinie gemäß Waffenstillstand verlief dann auf dem Alpenhauptkamm. Der Brennerpass wurde am 11. November von einer italienischen Brigade besetzt. Gemäß der 4. Bedingung zu Lande des Waffenstillstands konnten die Alliierten weiter vorrücken und bis Ende November war fast ganz Tirol von Italien besetzt.

## Politischer und militärischer Zerfall Österreich-Ungarns
Die politische Lage im Vielvölkerstaat Österreich-Ungarn hatte sich immer mehr zugespitzt. Am 24. Oktober rief die ungarische Regierung angesichts des verlorenen Krieges ihre Truppen zurück, um Ungarn, dem ein Einmarsch von Südosten her drohte, zu verteidigen. Dies wirkte sich auf tschechische und andere Truppen des Vielvölkerstaates aus. Deutsch-österreichische Truppen kämpften weiter, konnten aber die durch abziehende Ungarn entstandenen Lücken nicht füllen (siehe auch Ostfront (Erster Weltkrieg)#Kriegsentscheidung im Westen und Zusammenbruch der Mittelmächte).
Der italienische Sieg von Vittorio Veneto besiegelte das Ende Österreich-Ungarns, das am 31. Oktober 1918 mit dem Austritt Ungarns aufhörte zu existieren, nachdem sich am 28. und 29. Oktober bereits die Tschechoslowakei bzw. Slowenien und Kroatien für unabhängig erklärt hatten (völkerrechtliche Bestätigung am 10. September 1919 im Vertrag von Saint-Germain, in Kraft getreten am 16. Juli 1920).
In Bayern rief Kurt Eisner am 8. November den „Freistaat Bayern“ aus. Dies trug, neben der militärischen Unterlegenheit, zum Abzug bayerischer Grenzschutztruppen aus Südtirol bei, die dorthin unter Konrad Krafft von Dellmensingen zeitweise bis Brixen einmarschiert waren. Sie hätten den jetzt wegen des Waffenstillstands möglichen Angriff Italiens auf Deutschland abwehren sollen.

## Gedenken
- Zum Gedenken an die Schlacht wurde Schiffen der Name Vittorio Veneto verliehen.
- In Rom und zahlreichen italienischen Städten wurden Straßen nach diesem Sieg benannt: die Via Vittorio Veneto (in Rom: kurz Via Veneto) und die Via Quattro Novembre.
- das faschistische Regime unter Benito Mussolini ließ das Kriegerdenkmal Sacrario Militare del Monte Grappa auf dem Gipfel des Monte Grappa bauen; es wurde am 22. September 1935 eingeweiht. In dem früheren Kampfgebiet erinnern zahlreiche Denkmäler, Gedenktafeln und Informationstafeln an die damaligen Kämpfe.